# Josef von Sternberg
Josef von Sternberg, född 29 maj 1894 i Wien i Österrike, död 22 december 1969 i Hollywood i Los Angeles i Kalifornien, var en österrikisk-amerikansk filmproducent, manusförfattare och regissör. Bland hans filmer märks ett par mellankrigsfilmer från 1930-talet med den legendariska Marlene Dietrich. Den ena är Blå ängeln (1930), där hon spelade mot Emil Jannings, den andra är Spansk karneval (1935) efter Pierre Louÿs roman La Femme et le pantin (1898) i bearbetning av John Dos Passos. På originalspråk hade den senare en helt annan och mycket mer provocerande titel än på svenska, nämligen "The Devil is a Woman".

## Filmografi (i urval)

### Regi
- 1925 – The Salvation Hunters
- 1926 – Exquisite Sinner
- 1927 – Skilsmässornas barn
- 1927 – Underworld
- 1928 – En natt i hamn
- 1928 – Sista Kommandot
- 1929 – Historien om Lena Smith
- 1929 – I mörkaste New York
- 1930 – Blå ängeln
- 1930 – Marocko
- 1931 – En amerikansk tragedi
- 1931 – X-27
- 1932 – Blonda Venus
- 1932 – Shanghaiexpressen
- 1934 – Röda kejsarinnan
- 1935 – Raskolnikov
- 1935 – Spansk karneval
- 1936 – Cissy
- 1937 - I, Claudius
- 1939 - Min son är en ganster
- 1941 - De tusen fröjdernas hus
- 1952 - Den laglösa ön
- 1953 - Anatahan
- 1957 - Det finns inga gränser

### Manus
- 1931 - X-27
- 1941 - De tusen fröjdernas hus
- 1953 - Anatahan

### Producent
- 1932 - Blonda Venus
- 1953 - Anatahan